# آشافنبورگ (ناحیه)
آشافنبورگ (به آلمانی: Aschaffenburg (district)) یک منطقه روستائی در آلمان است که در فرانکن سفلی واقع شده‌است.

## خصوصیات
آشافنبورگ ۱۷۳٬۹۴۶ نفر جمعیت دارد.

## شهرک‌ها و شهرداری‌ها

شهرک‌ها and municipalities in Landkreis Aschaffenburg

Towns:
- آلتسناو این اونترفرانکن

Municipalities:
- Bessenbach
- Blankenbach
- دامباخ
- گایزلباخ
- گلاتباخ
- گولدباخ
- گروسوشتایم
- هایباخ
- هایگنبروکن
- هایمبوخنتال
- هاینرایششتال
- هوسباخ
- یوهانسبرگ
- کال ام ماین
- کارلشتاین ام ماین
- کلاینکال
- کلاینوشتایم
- کرومباخ
- لاوفاخ
- مایناشاف
- مشپلبرون
- مومبریس
- Rothenbuch
- زایلاوف
- شولکریپن
- سومرکال
- شتوکشتادت ام ماین
- والداشاف
- وایبرسبرون
- وشترنگروند
- ویزن